# Vjačeslav Konstantinovič Romanov
Il granduca Vjačeslav Konstantinovič Romanov in russo Вячеслав Константинович Романов? (San Pietroburgo, 13 luglio 1862 – San Pietroburgo, 27 febbraio 1879) era l'ultimogenito del granduca Konstantin Nikolaevič e della granduchessa Aleksandra Iosifovna.
Il suo nome, insolito tra quelli dei Romanov, si dovette al fatto che nacque mentre suo padre era viceré della Polonia: San Venceslao era un santo a cui molti slavi occidentali erano devoti. Soprannominato Slava crebbe vezzeggiato in famiglia: molto alto, usava motteggiare che alla sua morte la bara si sarebbe incastrata nel passare da una porta del Palazzo di Marmo. E questo accadde. Nel 1879, si lamentò improvvisamente di una forte emicrania e cadde gravemente malato: pose un'icona al suo capezzale come la sua famiglia lo aveva invitato a fare, per chiedere la guarigione: morì in una settimana per infiammazione cerebrale. Sua madre più tardi disse di aver visto il fantasma di una bianca signora nella galleria dei dipinti di Pavlovsk il giorno prima che il figlio cadesse malato e considerò il fatto un presagio di morte. Suo fratello il granduca Konstantin Konstantinovič più tardi ricordò, mentre camminava durante il corteo funebre di Vjačeslav, come al fratello piacesse disegnare cortei funebri nei minimi particolari.

## Ascendenza
|                                  |                                |                                                 | Genitori                                  |  |  | Nonni |  |  | Bisnonni          |  |  | Trisnonni            |  |
|                                  |                                |                                                 |                                           |  |  |       |  |  | Paolo I di Russia |  |  | Pietro III di Russia |  |
|                                  |                                |                                                 |                                           |  |  |       |  |  | Paolo I di Russia |  |  | Pietro III di Russia |  |
|                                  |                                | Caterina II di Russia                           |                                           |  |  |       |  |  | Paolo I di Russia |  |  |                      |  |
| Nicola I di Russia               |                                |                                                 |                                           |  |  |       |  |  | Paolo I di Russia |  |  |                      |  |
|                                  |                                | Sofia Dorotea di Württemberg                    | Federico II Eugenio di Württemberg        |  |  |       |  |  |                   |  |  |                      |  |
|                                  |                                | Sofia Dorotea di Württemberg                    | Federico II Eugenio di Württemberg        |  |  |       |  |  |                   |  |  |                      |  |
|                                  |                                | Sofia Dorotea di Württemberg                    | Federica Dorotea di Brandeburgo-Schwedt   |  |  |       |  |  |                   |  |  |                      |  |
| Konstantin Nikolaevič Romanov    |                                | Sofia Dorotea di Württemberg                    |                                           |  |  |       |  |  |                   |  |  |                      |  |
|                                  |                                | Federico Guglielmo III di Prussia               | Federico Guglielmo II di Prussia          |  |  |       |  |  |                   |  |  |                      |  |
|                                  |                                | Federico Guglielmo III di Prussia               | Federico Guglielmo II di Prussia          |  |  |       |  |  |                   |  |  |                      |  |
|                                  |                                | Federico Guglielmo III di Prussia               | Federica Luisa d'Assia-Darmstadt          |  |  |       |  |  |                   |  |  |                      |  |
| Carlotta di Prussia              |                                | Federico Guglielmo III di Prussia               |                                           |  |  |       |  |  |                   |  |  |                      |  |
|                                  |                                | Luisa di Meclemburgo-Strelitz                   | Carlo II di Meclemburgo-Strelitz          |  |  |       |  |  |                   |  |  |                      |  |
|                                  |                                | Luisa di Meclemburgo-Strelitz                   | Carlo II di Meclemburgo-Strelitz          |  |  |       |  |  |                   |  |  |                      |  |
|                                  |                                | Luisa di Meclemburgo-Strelitz                   | Federica Carolina Luisa d'Assia-Darmstadt |  |  |       |  |  |                   |  |  |                      |  |
| Vjačeslav Konstantinovič Romanov |                                | Luisa di Meclemburgo-Strelitz                   |                                           |  |  |       |  |  |                   |  |  |                      |  |
|                                  | Federico di Sassonia-Altenburg | Ernesto Federico III di Sassonia-Hildburghausen |                                           |  |  |       |  |  |                   |  |  |                      |  |
|                                  | Federico di Sassonia-Altenburg | Ernesto Federico III di Sassonia-Hildburghausen |                                           |  |  |       |  |  |                   |  |  |                      |  |
|                                  | Federico di Sassonia-Altenburg | Ernestina Augusta di Sassonia-Weimar            |                                           |  |  |       |  |  |                   |  |  |                      |  |
| Giuseppe di Sassonia-Altenburg   | Federico di Sassonia-Altenburg |                                                 |                                           |  |  |       |  |  |                   |  |  |                      |  |
|                                  |                                | Carlotta di Meclemburgo-Strelitz                | Carlo II di Meclemburgo-Strelitz          |  |  |       |  |  |                   |  |  |                      |  |
|                                  |                                | Carlotta di Meclemburgo-Strelitz                | Carlo II di Meclemburgo-Strelitz          |  |  |       |  |  |                   |  |  |                      |  |
|                                  |                                | Carlotta di Meclemburgo-Strelitz                | Federica Carolina Luisa d'Assia-Darmstadt |  |  |       |  |  |                   |  |  |                      |  |
| Alessandra di Sassonia-Altenburg |                                | Carlotta di Meclemburgo-Strelitz                |                                           |  |  |       |  |  |                   |  |  |                      |  |
|                                  |                                | Ludovico Federico Alessandro di Württemberg     | Federico II Eugenio di Württemberg        |  |  |       |  |  |                   |  |  |                      |  |
|                                  |                                | Ludovico Federico Alessandro di Württemberg     | Federico II Eugenio di Württemberg        |  |  |       |  |  |                   |  |  |                      |  |
|                                  |                                | Ludovico Federico Alessandro di Württemberg     | Federica Dorotea di Brandeburgo-Schwedt   |  |  |       |  |  |                   |  |  |                      |  |
| Amalia di Württemberg            |                                | Ludovico Federico Alessandro di Württemberg     |                                           |  |  |       |  |  |                   |  |  |                      |  |
|                                  |                                | Enrichetta di Nassau-Weilburg                   | Carlo Cristiano di Nassau-Weilburg        |  |  |       |  |  |                   |  |  |                      |  |
|                                  |                                | Enrichetta di Nassau-Weilburg                   | Carlo Cristiano di Nassau-Weilburg        |  |  |       |  |  |                   |  |  |                      |  |
|                                  |                                | Enrichetta di Nassau-Weilburg                   | Carolina d'Orange-Nassau                  |  |  |       |  |  |                   |  |  |                      |  |
|                                  |                                | Enrichetta di Nassau-Weilburg                   |                                           |  |  |       |  |  |                   |  |  |                      |  |